# Pozořice
Pozořice (en allemand : Posorschitz) est un bourg (městys) du district de Brno-Campagne, dans la région de Moravie-du-Sud, en République tchèque. Sa population s'élevait à 2 339 habitants en 2020.

## Géographie
Pozořice se trouve à 7 km à l'ouest de Rousínov, à 14 km à l'est de Brno et à 196 km au sud-est de Prague.
La commune est limitée par Hostěnice et Olšany au nord, par Rousínov, Viničné Šumice et Kovalovice à l'est, par Holubice au sud, et par Sivice à l'ouest.

## Histoire
La première mention écrite de la localité date de 1318.